# Noordelijke gevlekte mierklauwier
De noordelijke gevlekte mierklauwier (Thamnophilus punctatus) is een zangvogel uit de familie Thamnophilidae (miervogels).

## Verspreiding en leefgebied
Deze soort komt voor in het noorden en westen van het Amazonegebied en telt vier ondersoorten:
- T. p. interpositus: oostelijk Colombia en westelijk Venezuela.
- T. p. punctatus: oostelijk Venezuela, de Guyana's en noordelijk Brazilië.
- T. p. leucogaster: Marañónrivier (zuidelijk Ecuador en noordelijk Peru).
- T. p. huallagae: Huallagarivier (noordelijk Peru).

## Status
De grootte van de populatie is niet gekwantificeerd maar de soort wordt omschreven als vrij algemeen tot algemeen. Op de Rode lijst van de IUCN heeft deze soort de status niet bedreigd.